# Baza Zapobiegania Katastrofom Morskim w Jokohamie
Baza Zapobiegania Katastrofom Morskim w Jokohamie (jap. 横浜海上防災基地) – jest bazą Japońskiej Straży Przybrzeżnej zlokalizowaną w Naka w Jokohamie. Mieści się tam również Muzeum Japońskiej Straży Przybrzeżnej w Jokohamie, które zostało otwarte 10 grudnia 2004 roku.

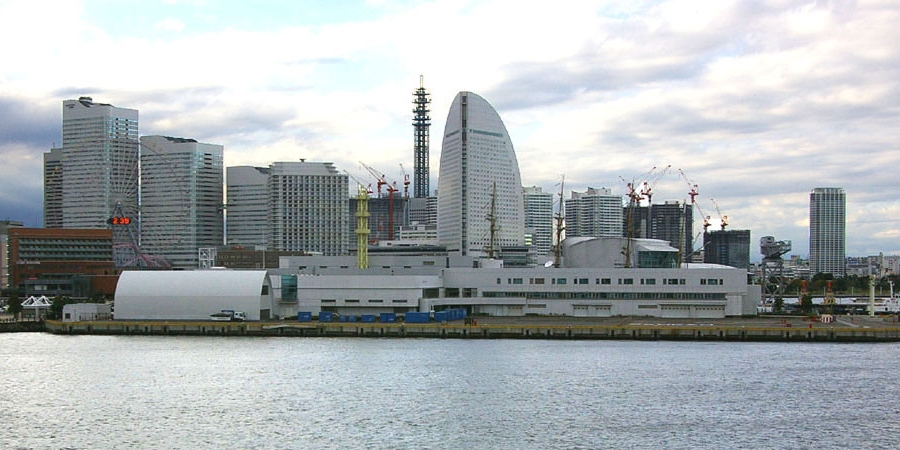
Baza Zapobiegania Katastrofom Morskim w Jokohamie

Obiekt wykorzystywany jest jako budynek rządowy dla Departamentu Straży Przybrzeżnej Jokohamy oraz do różnych działań szkoleniowych i badawczych. W przypadku poważnej katastrofy morskiej służy jako centralna baza dla działań z wykorzystaniem statków patrolowych i powietrznych.

## Muzeum
Centralnym punktem muzeum jest północnokoreański statek zatopiony przez japońską straż przybrzeżną w grudniu 2001 roku po wymianie ognia na Morzu Wschodniochińskim w pobliżu wyspy Amami Ōshima.

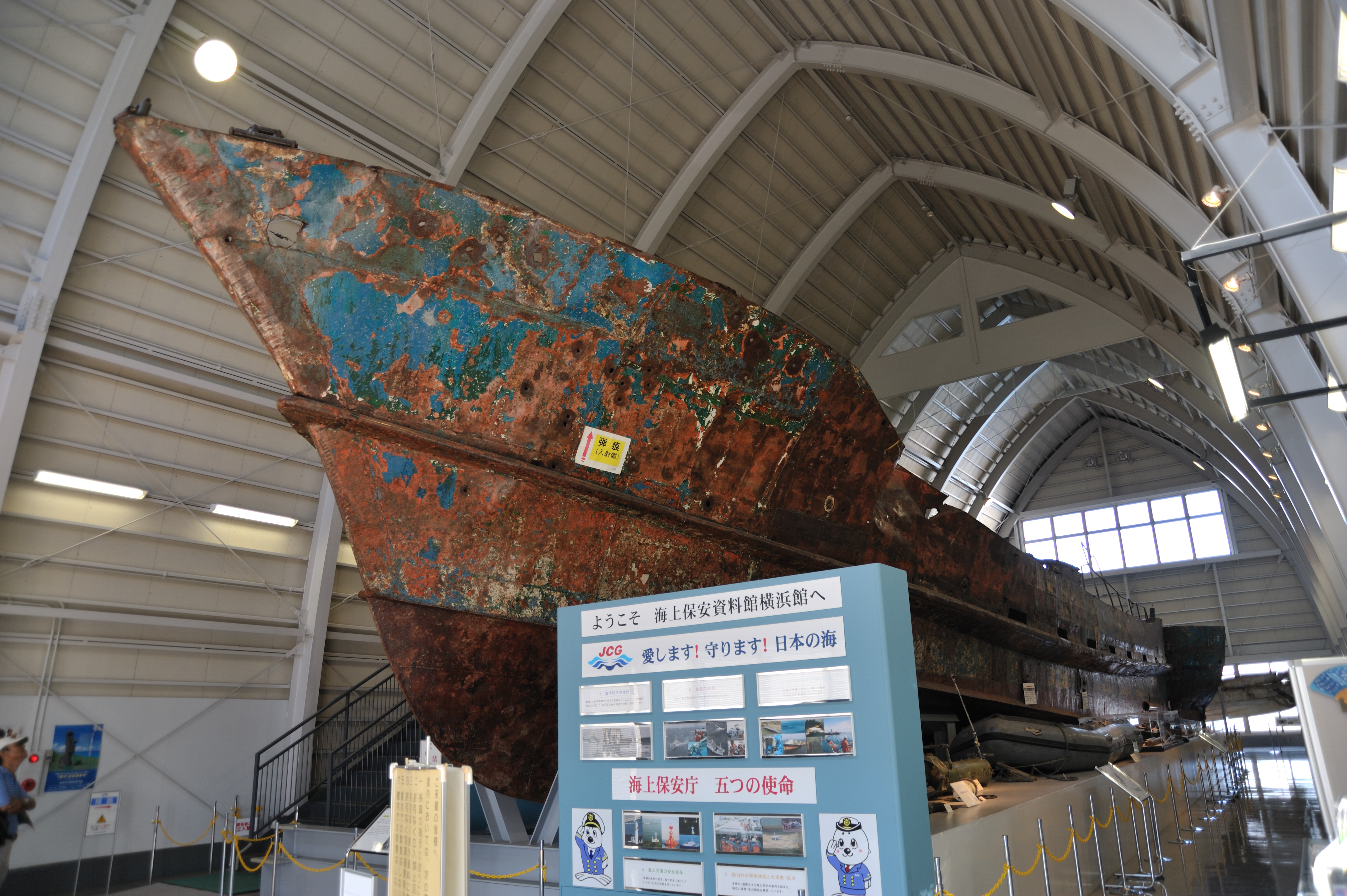
Dziób północnokoreańskiego statku
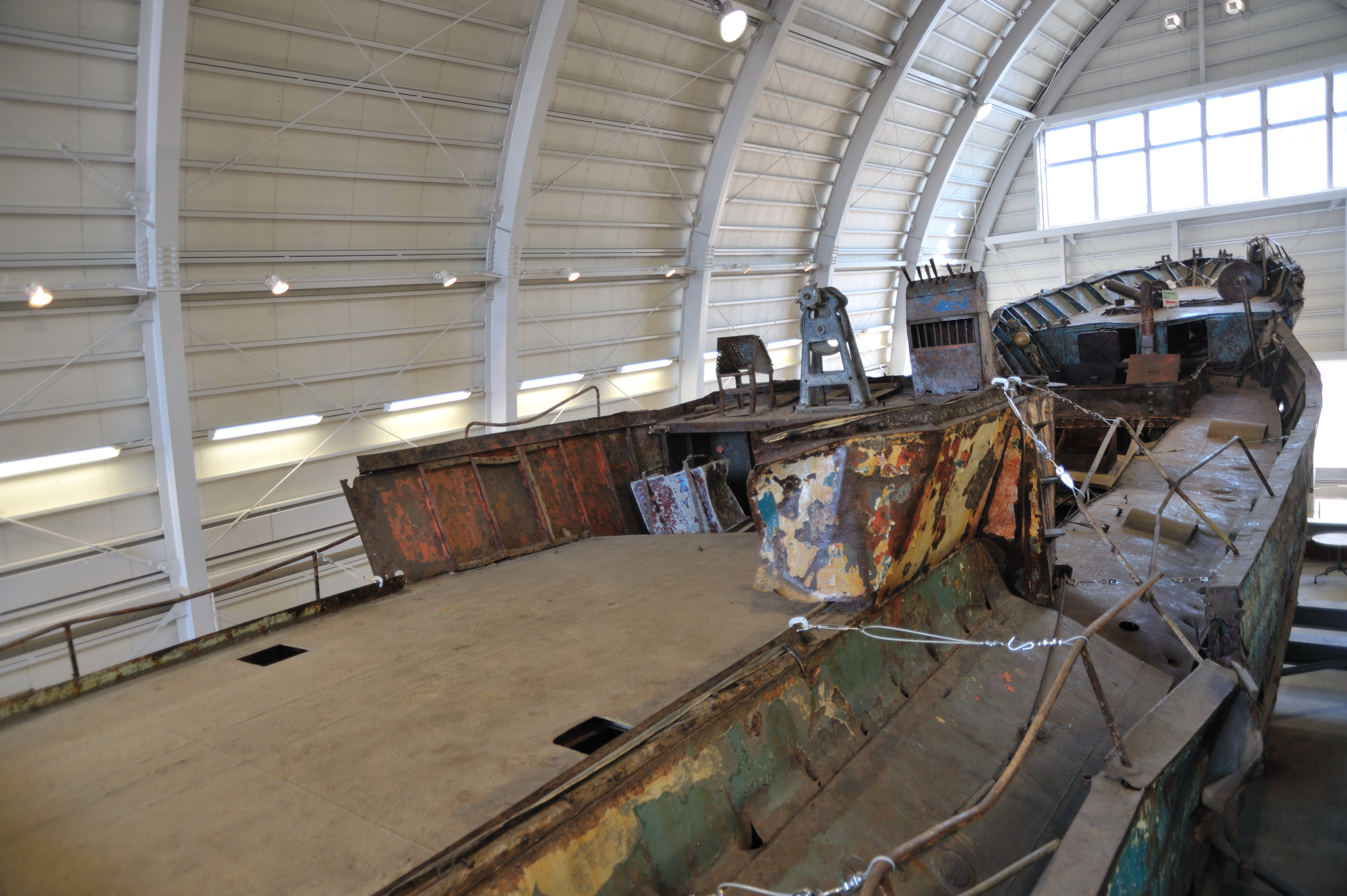
Pokład statku
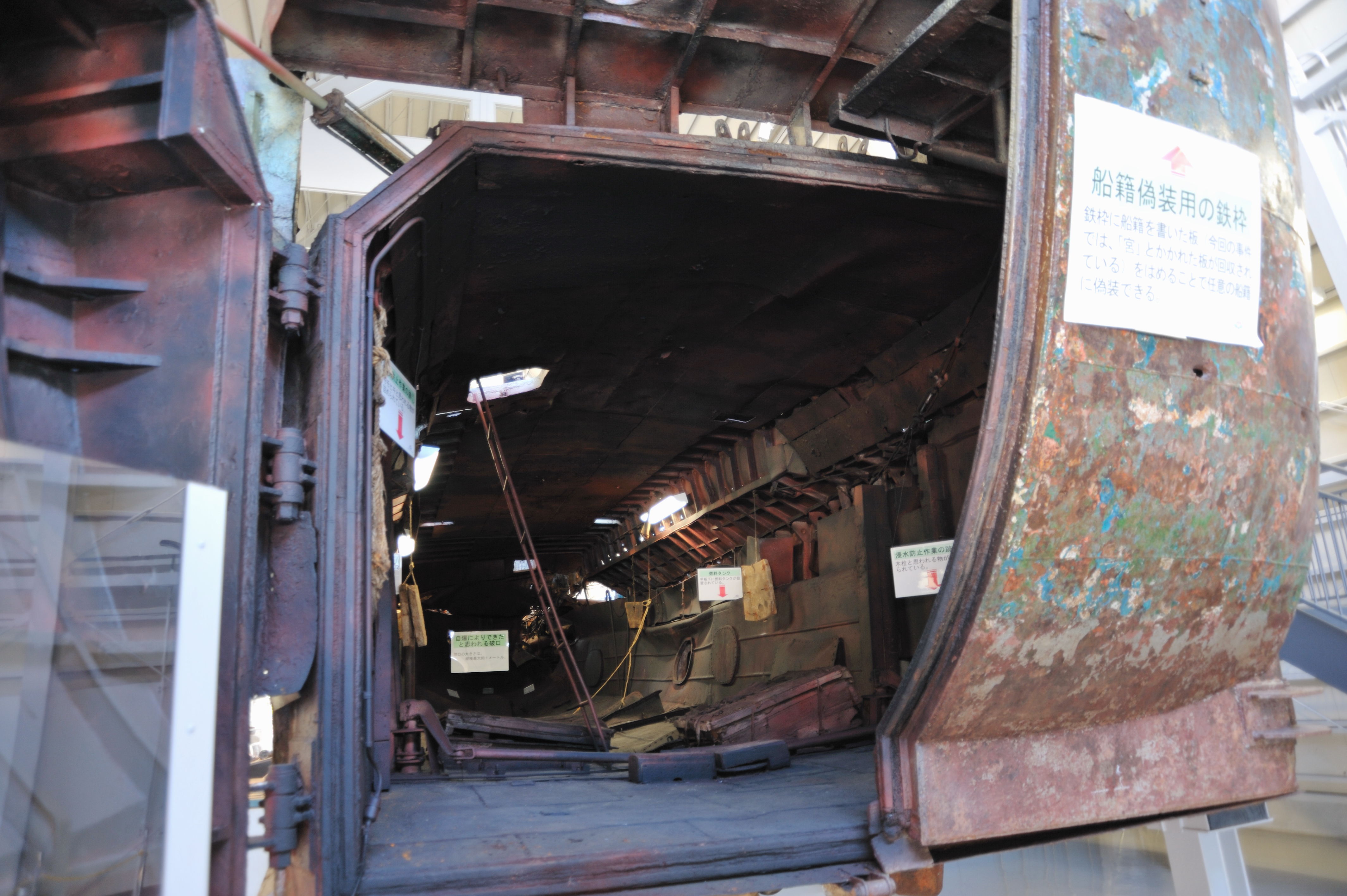
Rufa statku
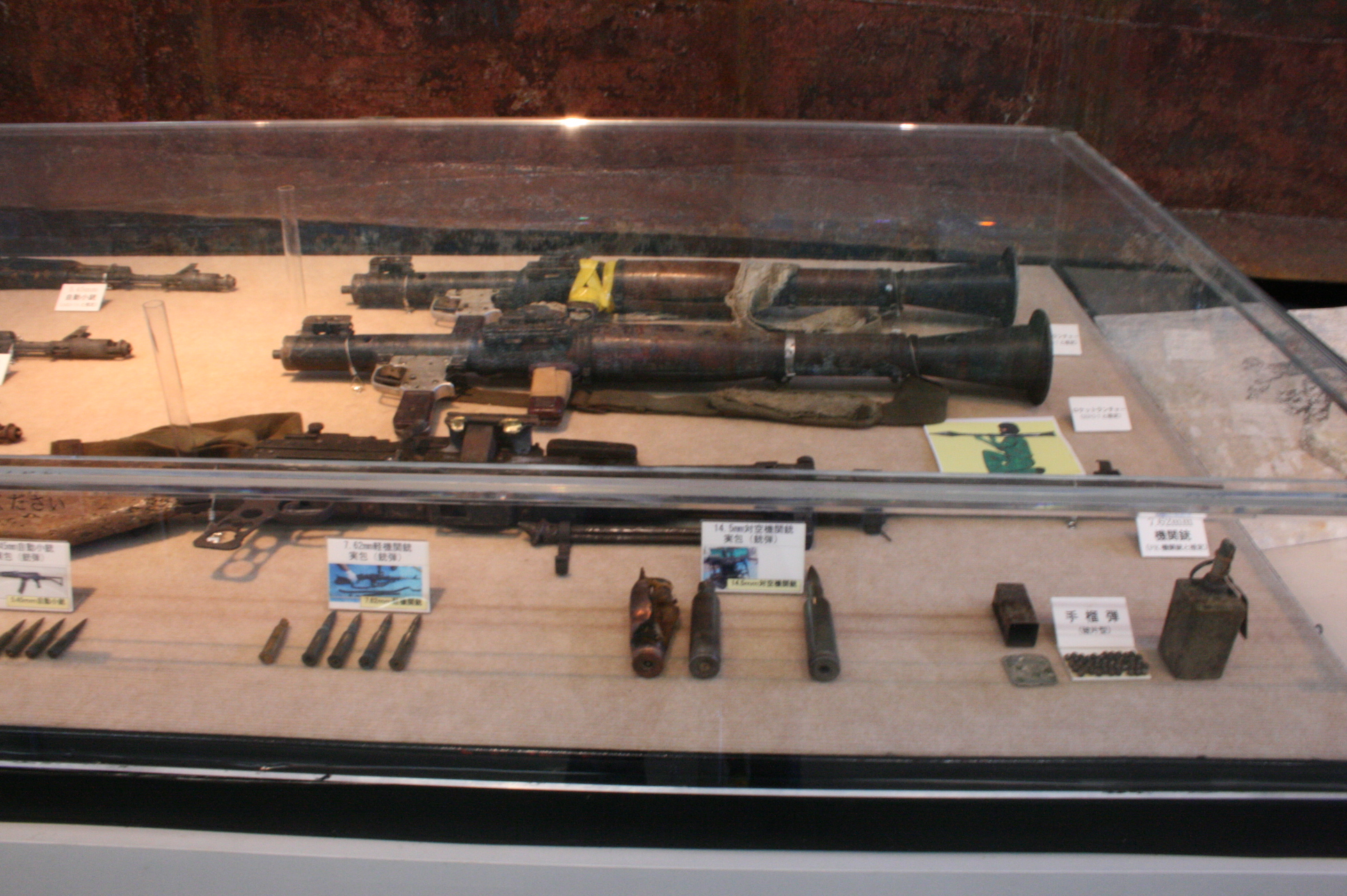
Broń znaleziona na pokładzie
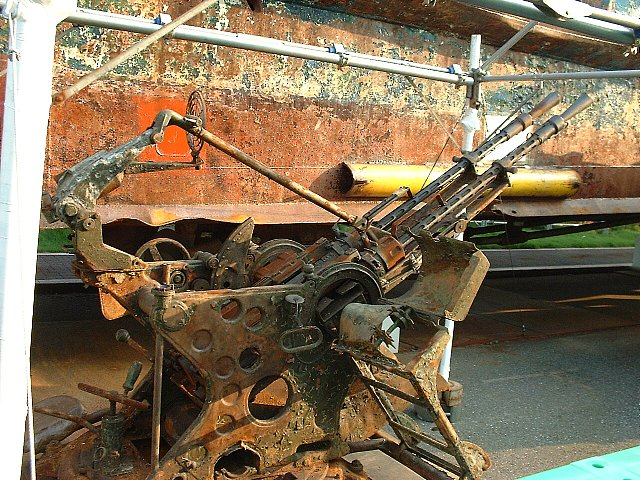
Dwulufowy karabin maszynowy ZPU-2 kalibru 14,5 mm